# Campeonato de Primera División 1908 (Argentina)
La Copa Campeonato 1908 fue el decimoséptimo torneo de Primera División. Se realizó entre el 24 de junio y el 11 de octubre. 
Belgrano Athletic Club se consagró campeón por tercera vez.
Al finalizar el torneo se determinó el descenso de San Martín Athletic Club, último en la tabla final.

## Ascensos y descensos
| Pos | Equipo ascendido |
| --- | ---------------- |
| 1º  | Nacional         |

| Pos | Equipo descendido en la temporada 1907 |
| --- | -------------------------------------- |
| 11º | Barracas                               |

El torneo comenzó con 11 equipos, pero se redujo a 10 ya que el recién ascendido Nacional fue desafiliado por la Asociación luego de dos partidos, al no poseer un campo de juego en condiciones.

## Tabla de posiciones final
| Pos | Equipo               | Pts | PJ | G  | E | P  | GF | GC | Dif |
| --- | -------------------- | --- | -- | -- | - | -- | -- | -- | --- |
| 1º  | Belgrano Athletic    | 31  | 18 | 15 | 1 | 2  | 49 | 20 | 29  |
| 2º  | Alumni               | 27  | 18 | 13 | 1 | 4  | 74 | 18 | 56  |
| 3º  | Argentino de Quilmes | 25  | 18 | 12 | 1 | 5  | 44 | 26 | 18  |
| 4º  | San Isidro           | 23  | 18 | 11 | 1 | 6  | 36 | 26 | 10  |
| 5º  | Estudiantes (BA)     | 22  | 18 | 11 | 2 | 5  | 37 | 20 | 17  |
| 6º  | Quilmes              | 17  | 18 | 8  | 1 | 9  | 46 | 54 | -8  |
| 7º  | Porteño              | 13  | 18 | 6  | 1 | 11 | 23 | 41 | -18 |
| 8º  | Reformer             | 8   | 18 | 3  | 2 | 13 | 10 | 57 | -47 |
| 9º  | Lomas Athletic       | 7   | 18 | 3  | 1 | 14 | 19 | 50 | -31 |
| 10º | Nacional             | 4   | 2  | 2  | 0 | 0  | 6  | 1  | 5   |
| 11º | San Martín Athletic  | 3   | 18 | 2  | 1 | 15 | 16 | 42 | -26 |

|  |             |
|  | Campeón     |
|  | Desafiliado |
|  | Descendido  |

## Descensos y ascensos
San Martín Athletic descendió a Segunda División, mientras que su lugar fue ocupado por el ascendido River Plate, para el torneo de 1909.